# 工藤有史
工藤 有史（くどう ゆうじ、2001年9月24日 - ）は、日本の男子バレーボール選手である。

## 来歴
大阪府交野市出身。
小中学生のときはパナソニックパンサーズの下部組織である「パンサーズジュニア」に在籍。高校は清風高等学校に進学し、全日本高等学校選手権大会（春高バレー）で2年時に準優勝、3年時にベスト4の成績を残した。高校卒業後、明治大学に進学。
2022-23シーズン、V.LEAGUE DIVISION1 MEN（V1男子）に所属するVC長野トライデンツに強化指定選手として入団した。V1男子の試合に出場し、Vリーグデビューを果たした。同シーズンをもって一度VC長野トライデンツを退団したが、翌2023-24シーズンに同チームの内定選手となった。
2025年、日本代表に初選出された。

## 人物
- 1歳年上の大塚達宣とはパンサーズジュニアの頃からの付き合いで兄弟のような仲である。高2のときは春高決勝での対決が実現した。大学時代もしのぎを削り、2023年3月4日にはV1でも対決が実現した[7]。
- VC長野では株式会社エビデント長野に所属している[8]。

## 球歴
- 日本代表 （2025年-）

## 所属チーム
- 清風高等学校（2017-2020年）
- 明治大学（2020-2024年）
  - VC長野トライデンツ（2023-2024年）
- VC長野トライデンツ（2024年-）